# Флаг Республики Корея
Государственный флаг Кореи, официальное название — Тхэгыкки (кор. 태극기), является официальным государственным символом Кореи.
Современный флаг Республики Корея был принят в 1948 году. Он является вариацией на основе флага «тхэгыкки» (кор. 태극기, флаг Великих Начал) — государственного флага Чосона (с 1883 по 1897) и Корейской империи (с 1897 по 1910), использовавшегося также Временным правительством Республики Корея (с 1919 по 1948). Оригинальный тхэгыкки был утверждён в 1882 году императором Коджоном (кор. 고종).
Белый цвет является национальным цветом Кореи. Центральная эмблема отражает взгляды на Вселенную как единое целое (даосизм); в этой фигуре две противоположные энергии «инь» и «ян» объединяются и взаимодействуют (инь соответствует элемент синего цвета, а ян — красного). Инь и ян — Великие Начала, по-корейски «тхэгык» (кор. 태극), поэтому флаг получил название «Тхэгыкки», флаг Великих Начал (кор. 태극기). По углам расположены триграммы, которые также состоят из «инь» (разорванные полоски) и «ян» (сплошные полоски). Триграммы означают (от верхней части древка по часовой стрелке): небо, юг, лето и воздух; Луну, запад, осень и воду; Землю, север, зиму и землю; Солнце, восток, весну и огонь. Чёрный цвет означает бдительность, стойкость, справедливость и целомудрие.
Периодически на законодательном уровне в композицию флага вносятся небольшие изменения: в 1950 году были повёрнуты триграммы, в 1984 году разрывы в их полосках были уменьшены, в 1997 и 2011 годах менялись оттенки центральной эмблемы.

## Другие флаги Республики Корея

Знамя Президента Республики Корея
Флаг Сухопутных войск Республики Корея
Флаг ВМФ Республики Кореи
Флаг ВВС Республики Корея
Флаг Корпуса морской пехоты Республики Корея
Флаг Конституционного суда Республики Корея
Флаг Объединённой Кореи
Флаг Сеула
Флаг Пусана
Флаг Инчхона
Флаг Тэгу
Флаг Кванджу
Флаг Тэджона
Флаг Ульсана
Флаг Седжона

## Партийные флаги Республики Корея

Флаг Демократической партии Тобуро
Флаг партии «Сила народа»
Флаг Партии справедливости
Флаг партии «Свободная Корея»
Флаг Партии народного благосостояния
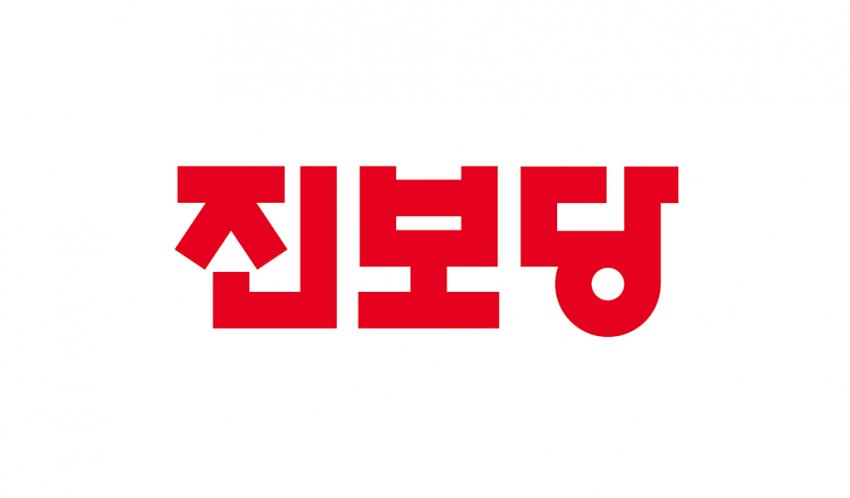
Флаг Прогрессивной партии